# Kleine buideldas
De kleine buideldas (Microperoryctes murina) is een buideldas uit het geslacht Microperoryctes. De wetenschappelijke naam van de soort werd voor het eerst geldig gepubliceerd door Georg Stein in 1932.

## Kenmerken
De kleine buideldas is een zeer kleine soort (alleen Microperoryctes aplini is nog iets kleiner). Het is een spitsmuisachtig dier met een zachte, grijze vacht. De kop-romplengte bedraagt 152 tot 174 mm, de staartlengte 105 tot 111 mm, de achtervoetlengte 31 tot 34 mm en de oorlengte 21 tot 23. Het gewicht bedraagt waarschijnlijk niet meer dan 100 g.

## Voorkomen
De soort komt voor in de Weyland Range in westelijk Nieuw-Guinea (Indonesië), op 2500 m hoogte. Ook twee knaagdieren, Macruromys elegans en Paramelomys steini zijn endemisch voor dit gebied. Deze soort is bekend van slechts drie exemplaren, die in augustus en september 1931 zijn gevangen door Georg Stein van het Zoologisch Museum Berlin.